# Роман Продиус
Роман Продиус (молд. Roman Prodius; нар. 12 квітня 1981 року, Селемет, Молдова) — молдавський легкоатлет, що спеціалізується в марафоні, напівмарафоні, кросі, бігу по шосе і на довгі дистанції. Учасник двох Олімпіад (2012, 2016). Переможець Скопьєвського марафону 2008 року. Дворазовий призер Європейських ігор 2015 року. Триразовий чемпіон Молдавії (2006, 2009, 2014 року).

## Біографія
Роман Продиус народився 12 квітня 1981 року в селі Селемет Чимішлійського району Молдавії. Почав займатися легкою атлетикою під час навчання в сільській школі під керівництвом вчителя фізкультури Костянтина Федорова. Потім в спортивному ліцеї-інтернаті села Липова Роман тренувався у Георгія Русу. Пізніше закінчив Державний університет фізичної культури і спорту Республіки Молдова.
Продиус дебютував на міжнародній арені в 2004 році, вигравши напівмарафон в голландському Дьорні. У 2005 році він взяв участь в своєму першому марафоні в Валенсії. У 2008 році виграв Скопьєвський марафон. У 2009 році Роман отримав спортивне звання «Майстер спорту міжнародного класу». Продиус щорічно брав участь у безлічі міжнародних змагань з напівмарафону та марафону. До 2012 року тренувався під керівництвом Валентина Ситника. В даний час його тренером є Лазар Повістка.
Роман двічі брав участь в марафоні на Олімпійських іграх: в 2012 році на своїй дебютній Олімпіаді в Лондоні не зумів фінішувати, а в 2016 році в Ріо-де-Жанейро зайняв 105 місце.

## Родина
Одружений. Дружина — Світлана. Є син.

## Основні результати
| Рік  | Змагання                  | Місце проведення             | Дистанція     | Місце | Результат |
| ---- | ------------------------- | ---------------------------- | ------------- | ----- | --------- |
| 2004 | Дьорнський напівмарафон   | Дьорн, Нідерланди            | напівмарафон  | 1     | 1:09:20   |
| 2005 | Чемпіонат Європи по кросу | Тілбург, Нідерланди          | 9,84 км       | 79    | 29:35     |
| 2008 | Скопський марафон         | Скоп'є, Республіка Македонія | марафон       | 1     | 2:29:26   |
| 2008 | Чемпіонат світу по кросу  | Единбург, Шотландія          | 12 км         | —     | DNS       |
| 2008 | Бухарестський марафон     | Бухарест, Румунія            | марафон       | 4     | 2:17:00   |
| 2009 | Антальський марафон       | Анталія, Туреччина           | напівмарафон  | 3     | 1:04:30   |
| 2009 | Подгорицький марафон      | Подгориця, Чорногорія        | марафон       | 3     | 2:14:57   |
| 2010 | Марафон Гутенберга        | Майнц, Німеччина             | марафон       | 2     | 2:12:31   |
| 2011 | Марафон Порту             | Порту, Португалія            | марафон       | 8     | 2:17:20   |
| 2012 | Марафон Гутенберга        | Майнц, Німеччина             | марафон       | 5     | 2:14:27   |
| 2012 | Олімпійські ігри          | Лондон, Велика Британія      | марафон       | —     | DNF       |
| 2013 | Чемпіонат світу           | Москва, Росія                | марафон       | 46    | 2:29:08   |
| 2015 | Венський марафон          | Відень, Австрія              | марафон       | 8     | 2:20:07   |
| 2015 | Європейські ігри          | Баку, Азербайджан            | 3000 м        | 3     | 8:06,34   |
| 2015 | Європейські ігри          | Баку, Азербайджан            | 5000 м        | 2     | 14:21,42  |
| 2015 | Чемпіонат світу           | Пекін, Китай                 | марафон       | 31    | 2:26.46   |
| 2016 | Римський напівмарафон     | Рим, Італія                  | напівмарафон  | 7     | 1:03:37   |
| 2016 | Чемпіонат Європи          | Амстердам, Нідерланди        | напівмарафон  | 22    | 1:05:14   |
| 2016 | Олімпійскі ігри           | Ріо-де-Жанейро, Бразилія     | марафон       | 105   | 2:27:01   |
| 2017 | Римський напівмарафон     | Рим, Італія                  | напівумарафон | 11    | 1:05:53   |
| 2017 | Марафон Гутенберга        | Майнц, Німеччина             | марафон       | 2     | 2:20:01   |
| 2017 | Карловарський марафон     | Карлові Вари, Чехія          | напівмарафон  | 15    | 1:07:38   |
| 2017 | Напівмарафон Удіне        | Удіне, Італія                | напівмарафон  | 10    | 1:07:37   |